# 傑佛遜鎮區 (密蘇里州波爾克縣)
傑佛遜鎮區（英語：Jefferson Township）是位於美國密蘇里州波爾克縣的一個行政鎮區。

## 地方資料
傑佛遜鎮區的面積為77.64平方千米，當中陸地面積為74.85平方千米，而水域面積為2.79平方千米。根據2020年美國人口普查的數據，當地共有人口529人，而人口密度為每平方千米6.81人。